# Забавлє
Забавлє (словен. Zabavlje) — поселення в общині Копер, Регіон Обално-крашка, Словенія. Висота над рівнем моря: 359,9 м.